# Ахундов, Давуд Ага оглы
Давуд Ага оглы Аху́ндов (азерб. Davud Ağa oğlu Axundov, 14 февраля 1918, Баку — 2003) — азербайджанский архитектор и историк архитектуры, автор ряда концепций по истории Азербайджана. Персональный стипендиат Президента Азербайджанской Республики (2002).

## Биография
В 1942 году окончил Азербайджанский индустриальный институт им. Азизбекова. В 1968 году защитил кандидатскую диссертацию, в 1980 году докторскую по теме «Особенности развития архитектуры древнего Азербайджана. Её связи и взаимовлияния со странами Древнего Востока»

. Заведовал кафедрой «Архитектурные конструкции и реставрация памятников» Азербайджанского Инженерно-Строительного Института. Архитектор более 100 зданий в Азербайджане и России

.

## Исторические концепции Ахундова и их критика
В 1983 году Ахундовым была выдвинута гипотеза, что типичные памятники армянского средневековья — хачкары, происходящие с территории современного Азербайджана (Нагорный Карабах, Нахичевань и разделяющая их армянская область Сюник) являются на самом деле «творениями дохристианских мастеров Кавказской Албании», а запечатленные на них сюжеты имеют «митраистическое или зороастрийское происхождение», которым он дал наименование «хачдаши» (от азербайджанского «даш» — «камень»)

. В 1985 году на всесоюзном археологическом конгрессе в Баку Ахундов выступил с докладом, в котором озвучил эти идеи, что спровоцировало скандал. Армянская делегация заявила о готовности покинуть конференцию, ленинградские ученые оценили доклад Ахундова как псевдонаучную политическую акцию. Археологи Филип Коль (англ. Philip L. Kohl) и Гоча Цецхладзе считают, что этот доклад был преднамеренной политической провокацией и преследовал цель создания заведомо ложного культурного мифа

. Как отмечали в дальнейшем российские и армянские критики, Ахундов попросту либо не знал, либо умышленно игнорировал хорошо известные особенности христианской иконографии, объявляя эти сюжеты митраистическими, а также просмотрел армянские надписи на изученных им «хачдашах»
.
В то же время он сам, возможно, по наивности, откровенно демонстрировал цели этих исследований: признавая, что армянские надписи на раннехристианских храмах ему явно мешали, создавая «мнение, будто они (храмы и хачдаши. — В. Ш.) принадлежали к Армянской церкви», он пытался дискредитировать эти надписи и представить их фальшивками. Фактически он делал все, что в его силах, чтобы вытеснить армянское культурно-историческое наследие из пределов Закавказья.
По выражению российского специалиста А. Л. Якобсона, «митраистский туман обволакивает почти все памятники, которых касаются авторы <Д. А. Ахундов с соавтором М. Д. Ахундовым>, не говоря уж об их обобщениях».
Окончательное завершение концепция «хачдашей» получила в книге Ахундова «Архитектура древнего и раннесредневекового Азербайджана» (редактор Н. И. Рзаев, рецензенты 3. М. Буниятов, доктор исторических наук В. Г. Алиев; доктор искусствоведения, профессор. Н. А Саркисов). 
Виктор Шнирельман отмечает, что Ахундову принадлежит концепция государства Каспиана, которая представляла собой промежуточное звено между Манной и Кавказской Албанией. Согласно Шнирельману, Ахундов сконструировал никогда не существовавшую народность «албан-ариан» и нарисовал картину культурной преемственности от неолита до средневековья. Как отмечает Шнирельман, оперируя сомнительными сведениями источников и собственными рискованными предположениями, Ахундов представлял Азербайджан богатейшей страной городов ещё в начале I тыс. до н. э., таким образом определяя азербайджанцев, как прямых потомков кавказских албанов, и находя прямую преемственность между албанами и древнейшими местными культурами, представив азербайджанцев создателями одной из ранних цивилизаций на планете. Ахундов переместил столицу древней Кавказской Албании город Кабалу на территорию Баку, а Апшеронский полуостров объявил мифической страной авестийских ариев — Аирйанэм-Ваэджа.

## Публикации
- Ахундов Д. А., Ахундов М. Д. Культовая символика и картина мира, запечатленная на храмах и стелах Кавказской Албании. Тбилиси: Институт истории грузинского искусства АН ГССР, 1983.
- Ахундов Д. А., Отличительные черты и символические особенности стел Кавказской Албании // Всесоюзная археологическая конференция «Достижения советской археологии в XI пятилетке»: Тезисы докладов / Ред. В. П. Шилов, Дж. А. Халилов. Баку: Институт истории АН АзССР. 1985. С.77-78.
- Ахундов Д. А., Архитектура древнего и раннесредневекового Азербайджана. Баку: Азербайджанское государственное издательство, 1986.
- Ахундов Д. А., Ахундов М. Д. К вопросу о «спорных» моментах в истории культуры Кавказской Албании // Известия АН АзССР. Литература, язык и искусство. 1986. N 2. С. 104—115.